# Geometrijsko telo
Geometríjsko teló (tudi samo teló) je v matematiki strnjeni (kompaktni) del trirazsežnega prostora omejen s ploskvami. Značilnosti geometrijskih teles preučuje stereometrija ali prostorska geometrija. Med pomembne značilnosti teles spadata zlasti površina in prostornina.
Ploskve, ki omejujejo telo, se imenujejo mejne ploskve (stranske ploskve). Unija vseh mejnih ploskev se imenuje površje telesa. Stik dveh mejnih ploskev je krivulja (pogosto kar daljica), ki se imenuje rob. Stičišče robov se imenuje oglišče.

## Vrste teles
V splošnem se telesa delijo na oglata in okrogla. 

### Oglata telesa ali poliedri
Oglata telesa se imenujejo tudi poliedri. Mejne ploskve poliedra so mnogokotnik. Pomembnejši poliedri so:
- prizme, med njimi tudi kvader, pentaeder, heksaeder, heptaeder, eneaeder in dekaeder
- piramide
- antiprizme
- platonska telesa ali pravilni poliedri: tetraeder, kocka, oktaeder, dodekaeder, ikozaeder
- polpravilni poliedri (npr. arhimedska telesa)

Za poljuben konveksni polieder velja Eulerjeva formula:
o - r + p = 2 
(pri tem o pomeni število oglišč, r število robov in p število mejnih ploskev poliedra).

### Okrogla telesa
Druga telesa se imenujejo s splošnim imenom okrogla telesa. Pomembnejša okrogla telesa so:
- krogla
- valj
- stožec
- elipsoid
- rotacijsko telo ali vrtenina